# Slay the Spire
Slay the Spire — гра у жанрі roguelike зі збиранням ігрової колоди, розроблена американською інді-студією Mega Crit, виданою Humble Bundle. Гра вийшла в ранньому доступі на платформах Microsoft Windows, macOS та Linux в кінці 2017 року, та офіційно була випущена в січні 2019 року. На PlayStation 4 гра вийшла в травні 2019 року, на Nintendo Switch — в червні 2019 року, для Xbox One — в серпні того ж року. Версія на iOS вийшла в червні 2020 року, на Android — в лютому 2021 року.
У Slay the Spire гравець спочатку обирає з-поміж чотирьох персонажів, та має ним піднятись по вежі з кількох процедурно згенерованих рівнів, де трапляються вороги та боси. Бойова система гри базується на концепції колекційних карткових ігор; гравець отримує нові картки після боїв та як нагороди під час проходження, і має дотримуватись стратегії при побудові своєї колоди, аби вона була достатньо ефективною для проходження гри.
Slay the Spire була сприйнята дуже добре. Її номінували на різні нагороди у 2019 та 2020 роках. Вважається, що завдяки цій грі було створено ще кілька інших roguelike-ігор з побудовою колоди.
У 2024 році було анонсовано вихід сиквелу, Slay the Spire 2, вихід планується в 2025 році.